# Amargosa Valley
Amargosa Valley ist eine Ansiedlung im Nye County am U.S. Highway 95 im US-Bundesstaat Nevada. Das U.S. Census Bureau hat bei der Volkszählung 2020 eine Einwohnerzahl von 1.064 ermittelt.
Amargosa Valley hat nur wenige Gebäude, eine Tankstelle, ein Restaurant, ein Bordell und einen Campingplatz, sowie eine Handvoll Trailer Homes und verstreut liegende stabile Häuser. Sie liegt am südwestlichen Rand der Nevada National Security Site in der Halbwüste jenseits des durch eine Bergkette getrennten Death Valley. Amargosa Valley liegt auf einer durchschnittlichen Höhe von 805 m. Eine ausgedehnte Sanddüne beherrscht den westlichen Rand des Tales (s. Bild), die gerne zum Buggykiting aufgesucht wird.
Die Siedlung Amargosa Valley wurde nach dem Flüsschen Amargosa River benannt, das durch das gleichnamige Hochtal fließt.